# Proto-langue
En linguistique historique, une proto-langue est une langue le plus souvent non attestée mais parfois attestée (par exemple le latin), dont a évolué un groupe de langues apparentées,. Dans ce sens, on parle de langues comme le proto-indo-européen, le proto-slave, le proto-germanique, etc. On appelle parfois « langue commune » une telle langue, ex. slave commun, germanique commun.
Bickerton 2006 entend par (en) protolanguage le prédécesseur hypothétique de toutes les langues, apparu il y a des centaines de milliers, peut-être des millions d'années, sur lequel on émet des hypothèses à partir des caractéristiques de la langue des petits enfants et des pidgins dans leurs étapes initiales. Il considère comme essentiel de distinguer cette proto-langue des proto-langues reconstruites pour les diverses familles de langues du monde, formées il y a des milliers, tout au plus quelques dizaines de milliers d'années, comme le proto-indo-européen.

## Reconstruction des proto-langues
C'est au XIXe siècle qu'on commence à travailler de manière scientifique sur l'hypothèse d'une proto-langue dans l'histoire de langues qui présentent des ressemblances entre elles. Le point de départ des études est la constatation que dans l'évolution de langues visiblement apparentées, comme les langues romanes, il y a eu des modifications phonétiques systématiques produites selon le principe suivant : si un son X se transforme en un son différent X' dans un mot, la même modification a lieu dans tous les mots qui comportent le son X, ou dans tous les mots où le son X est dans un certain contexte phonétique. Ainsi, certaines modifications ont eu lieu dans toutes les langues qui descendent d'une même langue d'origine, par exemple, le phonème latin /h/ a disparu dans toutes les langues romanes. C’est une ressemblance phonétique systématique. D'autres modifications, partant d'un son ou d'un groupe de sons dans un certain contexte dans la langue d'origine, ont eu lieu différemment d'une langue à l'autre, mais dans tous les mots qui remplissent les mêmes conditions. Par exemple, le groupe /kt/ du latin (ex. octo « huit », lactem « lait », factum « fait ») a donné (es) /[t͡ʃ]/ (ocho, leche, hecho), (it) /tt/ (otto, latte, fatto), (pt) /jt/ (oito, leite, feito), (ro) /pt/ (opt, lapte, fapt). Ce sont des différences phonétiques systématiques. Les différences systématiques et les ressemblances systématiques constituent des correspondances phonétiques systématiques. L'existence de telles correspondances dans le cas des langues romanes étaient relativement facile à constater, leur langue d'origine, le latin, étant bien documentée par écrit. Cela a constitué la base de la méthode comparative-historique en linguistique.
C'est toujours au XIXe siècle que des linguistes européens comme August Schleicher (1821-1868) et d'autres néogrammairiens connaissent des textes sanskrits anciens, étudient le sanskrit et émettent l'hypothèse de l'origine commune de certaines langues et groupes de langues d'Europe et d'Asie. Ils procèdent à la reconstruction de la proto-langue non attestée de celles-ci sur la base du latin, du grec ancien et du sanskrit. On aboutit ainsi à des résultats significatifs dans la reconstruction de nombreux éléments d'une langue proto-indo-européenne hypothétique, principalement d'un grand nombre de racines formées de consonnes. Par exemple, en comparant les sons de mots de ces langues ayant le même sens et présentant des ressemblances de forme, on constate que leurs consonnes sont les mêmes. Par exemple, le mot signifiant « père » est en sanskrit pitár, en grec ancien paté:r et en latin pater. On en déduit qu'ils ont évolué d'un mot ayant en proto-indo-européen la racine *p-t-r. Dans le même temps, on prend en compte que dans les langues germaniques, dans ce contexte phonétique, le correspondant de p est f (ex. en anglais dans father) mais, comme c'est une différence systématique, et qu'il y en a bien d'autres, on en conclut que l'indo-européen est la proto-langue des langues germaniques aussi. On reconstruit des désinences aussi, comme celle du génitif, *-s.
On applique un système de classification généalogique des langues indo-européennes, inspirée de la théorie évolutionniste de Charles Darwin. Schleicher élabore le modèle conceptuel de la théorie de l'arbre généalogique des langues, dans lequeul les proto-langues constituent les nœuds d'où se ramifient les langues comme des branches, à la suite des processus de diversification linguistique,.
Par la méthode comparative-historique, on entreprend également des études pour reconstruire des proto-langues indo-européennes non attestées, comme le proto-germanique, le proto-slave, le proto-celtique, etc., puis des proto-langues de familles autres que l'indo-européen.

## Hypothèse d'une proto-langue originelle
La constatation du fait que la grande majorité des langues existantes font partie de familles (ex. celle des langues romanes), chaque famille provenant d'une proto-langue (ex. le latin vulgaire pour les langues romanes), et que ces proto-langues (ex. le latin, le proto-slave, etc.) font elles aussi partie de familles plus grandes (ex. la famille indo-européenne) descendant à leur tour de proto-langues (ex. le proto-indo-européen), mène à l'apparition de l'hypothèse qu'il a existé une proto-langue originelle parlée par le groupe humain initial. Il s'agit de l'hypothèse de la monogenèse des langues, soutenue par certains linguistes, parmi lesquels Alfredo Trombetti (en) (1866-1929) ou Morris Swadesh (1909-1967). Cette hypothèse a, entre autres, un argument paléoanthropologique, la théorie largement répandue dans le monde scientifique du XXIe siècle de l'apparition de l'homme seulement en Afrique. De là, les humains se seraient répandus graduellement sur toute la Terre, la langue du premier groupe humain se différenciant en dialectes qui sont devenus des langues lorsque les groupes qui les parlaient ne se comprenaient plus en les utilisant. Ces langues se sont différenciées à leur tour en dialectes, ce processus se répétant de nombreuses fois au cours du temps. Une autre hypothèse, celle de la polygenèse des langues s'oppose à la précédente, soutenant l'apparition de la parole dans plusieurs groupes d'humains préhistoriques isolés entre eux. Aucune de ces hypothèses n'est prouvée au début du XXIe siècle.
Dans le cadre des études sur l'origine des langues se situe également l'hypothèse de l'existence de superfamilles ou macrofamilles de langues, qui comprendraient des branches de familles établies précédemment. Chaque superfamille aussi aurait eu sa proto-langue. La première superfamille sur laquelle plusieurs linguistes publient des ouvrages est celle appelée nostratique par Holger Pedersen (1867-1953), appellation dérivée de (la) nostrates « qui sont de notre pays », avec sa proto-langue, le proto-nostratique, dont l'hypothèse est développée principalement par Aharon Dolgopolsky (en) (1930-2012) et Vladislav Illitch-Svitytch (en) (1934-1966). Cette famille comprendrait premièrement les familles indo-européenne, afro-asiatique, kartvélienne (de Transcaucasie), ouralienne, dravidienne et altaïque. Outre la nostratique, on a soutenu l'existence d'autres superfamilles, par exemple l'austro-taï, proposée par Paul K. Benedict (en) (1912-1997), qui réunirait les familles hmong-mien (ou miao-yao), taï-kadaï et austronésienne. Harold C. Fleming (en) (1922-2015) et Sergueï Starostine (1953-2005) émettent même l'hypothèse de l'existence, avec certaines différences dans sa classification, d'une superfamille plus grande encore, appelée boréenne (c'est-à-dire du nord), comprenant les superfamilles nostratique, dené-caucasienne et austrique.
Bien qu'on admette comme très plausible que les proto-langues des familles de langues du monde ont fait partie à leur tour de familles encore plus anciennes, il n'y a pas d'unité de vues concernant la possibilité de reconstruire les proto-langues des superfamilles, parce qu'après une certaine période, les langues changent dans une telle mesure qu'on ne peut plus leur détecter une origine commune.

## Exemples de reconstructions de proto-langues
Il existe des textes créés par des linguistes pour illustrer leurs essais de reconstruction de proto-langues. Ainsi, August Schleicher a illustré ses résultats par une fable. La fable de Schleicher, intitulée Le mouton et les chevaux, a été refaite ultérieurement par d'autres linguistes, conformément aux progrès réalisés dans la reconstruction.
Dans les années 1990, un groupe de linguistes, dont Eric Hamp (1920-2019), ont composé avec des éléments reconstruits du proto-indo-européen, un texte intitulé Le roi et le dieu, sur la base d'un passage du Rig-Véda sanskrit.
Vladislav Illitch-Svitytch a composé, pour illustrer des résultats auxquels il est arrivé dans la reconstruction de la langue proto-nostratique, un quatrain qui figure aussi comme épitaphe sur son tombeau.

## Exemples de proto-langues

### Langues indo-européennes
- Indo-européen commun
- Proto-celtique
- Proto-germanique
- Proto-norrois
- Proto-grec
- Proto-roman
- Proto-roumain
- Proto-slave

### Langues austronésiennes
- Proto-austronésien
- Proto-polynésien
- Proto-océanien

### Langues afro-asiatiques
- Proto-afro-asiatique
- Proto-sémitique

### Langues nigéro-congolaises
- Proto-bantou

### Langues dravidiennes
- Proto-dravidien

### Langues ouralo-altaiques
- Proto-ouralien
- Proto-turc

### Langues amérindiennes
- Proto-maya

### Langues hmong-mien
- Proto-hmong-mien

### Langues sino-tibétaine
- Proto-gan

### Isolats
- Proto-basque
- Proto-euphratéen